# Метрополітен Адани

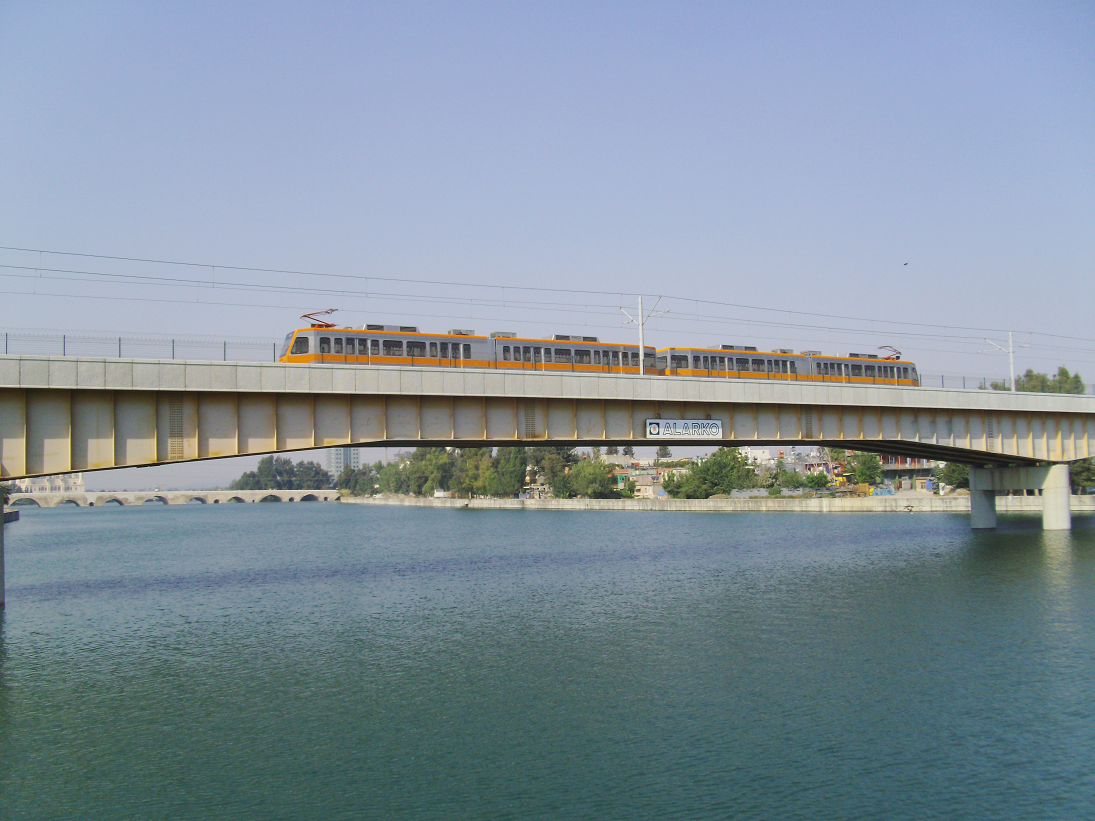
Потяг метрополітену на метромосту через річку Сейхан

Метрополітен Адани (тур. Adana Metrosu) — мережа U-bahn, Адана, Туреччина. Має одну лінію завдовжки 13,5 км прямуючу у напрямку північ-південь через всю Адану, на 2017 рік має в своєму складі 13 станцій. Максимальний пасажирообіг 21600 пасажирів/годину в кожному напрямку. Загальний час поїздки на метро, з краю в край, займає 21 хвилин, включаючи всі зупинки.

## Хронологія
- 1988 — початок проєктування;
- 1996 — початок будівництва;
- 2000 — призупинення фінансування;
- 2006 — відновлення будівництва;
- 18 березня 2009 — запуск першої черги з вісьмома станціями завдовжки 8,5 км. Хастане (Hastane) − Вілайєт (Vilayet)
- 14 травня 2009 — запуск другої черги з 5 станціями завдовжки 5,5 км. Вілайєт (Vilayet) — Акінджилар (Akincilar)

## Опис
Лінія метро прямує тунелями мілкого закладення 3,5 км, 2,5 км — траншеєю, 5,3 км — естакадами, 2,55 км — виокремленою лінією на рівні землі.
Ширина колії — 1435 мм. Живлення — контактна мережа.

## Рухомий склад
На лінії працюють 36 потягів Bombardier (Швеція). Кожен потяг має завдовжки 27 м, 2,7 м завширшки і важить 41 тонн. Максимальна швидкість, яку можуть розвивати потяги до 80 км/год. Депо було побудовано спеціально для обслуговування 78 потягів.

## Оплата та режим роботи
Перші потяги вирушають з кінцевих станцій о 6:15 ранку. Останні потяги прибувають на кінцеві станції о 21 годині. Інтервал руху — 15 хвилин Вартість проїзду — 0,75 TL